# Hydrokodon/paracetamol

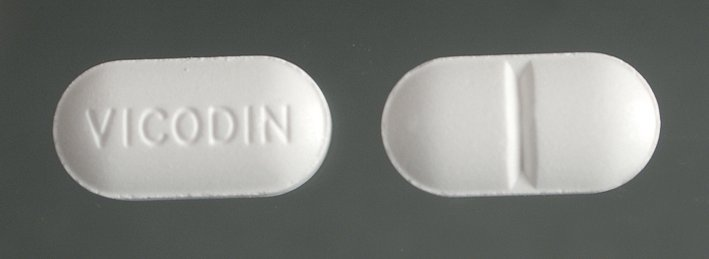
Tableta Vicodinu z přední a zadní strany

Kombinované analgetikum s obsahem hydrokodonu a paracetamolu je známo například pod obchodními názvy Vicodin, Anexsia, Anolor DH5, Bancap HC, Dolacet, Lorcet, Lortab nebo Norco. Paracetamol v léku výrazně zvyšuje účinek hydrokodonu. Hydrokodon se používá také v kombinaci s ibuprofenem (viz hydrokodon/ibuprofen).

## Výrobci
Léčivé přípravky s kombinací hydrokodon/paracetamol vyrábí řada společností, například Abbott Laboratories, Amerisource Health Services Corp, Cardinal Health, Drx Pharmaceutical Consultants Inc, Eckerd Corp, Hospira Inc, Knoll Laboratories Div Knoll Pharmaceutical Co, Mallinckrodt Pharm. Quality Care, Pdrx Pharmaceuticals Inc, Physicians Total Care Inc, Rx Pak Div of Mckesson Corp, Sandhills Packaging Inc nebo Watson Pharmaceuticals. V Česku není v současné době žádný takový léčivý přípravek registrován.

## Složení
Příklady složení přípravků s hydrokodonem a paracetamolem:
- Vicodin obsahuje 500 mg paracetamolu a 5 mg hydrokodonu
- Vicodin ES obsahuje 750 mg paracetamolu a 7,5 mg hydrokodonu
- Vicodin HP obsahuje 660 mg paracetamolu a 10 mg hydrokodonu

## Regulace trhu
V USA je kombinace hydrokodonu a paracetamolu od roku 1970 na seznamu kontrolovaných a hlídaných léčiv podle zákona Controlled Substances Act. Je také na seznamu Schedule III drug, což je stupeň, kdy je výroba a obchod s látkami na tomto seznamu pod ochranou vlády. Stupnice má 5 kategorií nebezpečnosti látek.

## Použití
Léčivo se, jako jiná opioidová analgetika, používá k potlačení bolestí. Bývá užíván i na zvládnutí pooperativních bolestivých stavů a také může být použit na léčbu silného kašle.

## Zajímavosti
Vicodin je poměrně široce známým lékem díky seriálu Dr. House. Hlavní postava Gregory House používá Vicodin jako lék na tlumení bolestí v noze, která byla zasažena svalovým infarktem. Užívá ho však ve značném množství, což je jedním ze zdrojů kontroverze tohoto seriálu. Přesto ale tento lék patří k jeho "image".